# Секст Елий Пет Кат
Секст Елий Пет Кат (на латински: Sextus Aelius Paetus Catus) e политик на Римската република през началото на 2 век пр.н.е.
Той е син на понтифекс Квинт Елий Пет и брат на Публий Елий Пет (консул 201 пр.н.е.).
През 200 пр.н.е. Секст е курилски едил. През 198 пр.н.е. е избран за консул заедно с Тит Квинкций Фламинин, а през 194 пр.н.е. става цензор.
Той е образован човек, прочут юрист и писател. Пише литературното издание Tripertita (също наричано Ius Aelianum) на закона на Дванадесетте таблици, което се ползвало до времето на Помпоний (Dig.1,2,2,38).